# بورن‌برخم
بورن‌برخم (به هلندی: Boornbergum) یک منطقهٔ مسکونی در هلند است که در اسمالینگرلاند واقع شده‌است. بورن‌برخم ۱٬۶۸۱ نفر جمعیت دارد.